# براين آدمز (مصارع)
براين آدمز (بالإنجليزية: Brain Adams)‏، واسمه الكامل براين كايث آدمز، من مواليد 14 أبريل 1964، وتوفي بتاريخ 13 أغسطس سنة 2007م. مصارع أمريكي محترف، شارك بعدة منافسات لمصارعة الحرة، ومنها مصارعة الحرة العالمية دبليو دبليو إف ومصارعة المحترفين دبليو سي دبليو.

## وفاة
في 13 أغسطس 2007 ، وجد تري آدمز (7 سنوات) أباه فاقد الوعي على فراشه ، في منزلهم في تامبا ، فلوريدا. و اتصل ابنه 911 ، ولكن تم إعلان وفاة آدمز من قبل المسعفين عندما وصلوا. و خلص الفاحص الطبي إلى أنه توفي نتيجة لخلط مادة البوبرينورفين المسكنة للألم مع مادة كاريسوبرودول المرخّصة للعضلات و كلورديازيبوكسيد المهدئات والألبرازولام. قرر الطبيب الشرعي أن الأدوية الموجودة في نظامه كانت بشكل فردي على مستويات علاجية ، لكن تركيبة هذه الأدوية أعاقت نظامه التنفسي بدرجة كافية لقتله. كان عمره 43 عامًا.

## وصلة خارجية
- براين آدمز على موقع دبليو دبليو إي (الإنجليزية)
- براين آدمز على موقع WrestlingData.com (الإنجليزية)
- براين آدمز على موقع CageMatch worker (الإنجليزية)
- براين آدمز على موقع قاعدة بيانات المصارعة على الإنترنت (الإنجليزية)
- براين آدمز على موقع عالم المصارعة على الإنترنت (الإنجليزية)

- براين آدمز على موقع IMDb (الإنجليزية)
- براين آدمز على موقع ميوزك برينز (الإنجليزية)
- براين آدمز على موقع إن إن دي بي (الإنجليزية)
- براين آدمز على موقع قاعدة بيانات الفيلم (الإنجليزية)